# Bizarra Locomotiva
Bizarra Locomotiva é uma banda portuguesa de metal industrial . A sua história remonta a 1993, quando Armando Teixeira (vocais e maquinaria) e Rui Sidónio (vocais) formaram uma banda para participar no Concurso de Música Moderna da cidade de Lisboa .
Depois de participarem na Bienal de Jovens Criadores da Europa Mediterrânica, os Bizarra Locomotiva fizeram uma digressão nacional. Em agosto de 1997, a banda apresentou-se no Southwest Festival promovendo Fear Now? . No albúm Bestiario, de 1998, a banda destaca um leque musical mais amplo, acolhendo novos ambientes e sonoridades. No Homem Máquina de 2002, a humanidade voltou a ser alvo de críticas ferozes. Os membros da banda vestidos com ternos simbolizando a máquina humana. Em 2004 a banda lançou Ódio, um regresso aos sons crus e pesados que não existiam em Homem Máquina e, com isso, o arco dos discos de base temática chegou ao fim. Após cinco anos a banda lançou Álbum Negro, que ganhou destaque da mídia e teve críticas positivas, trazendo Fernando Ribeiro dos Moonspell como vocalista convidado na música O Anjo Exilado . Anos depois, e em turnê com Álbum Negro, a banda completou 20 anos, com alguns shows para comemorar e um documentário em vídeo. O álbum Mortuário veio logo a seguir. Lançada em 2015, a banda fez então uma digressão por Portugal.

## Discografia
- Bizarra Locomotiva, Simbiose Records, 1994.
- First Crime, Then Live, Simbiose Records, 1995.
- Temer agora?, Simbiose Records, 1996.
- Bestiário, Simbiose Records, 1998.
- "XX Anos XX Bandas", (Comp.) (homenagem aos Xutos & Pontapés ) EMI Records, 1998
- Homem Máquina, Metrodiscos 2002.
- Ódio, Metrodiscos, 2004.[3]
- Álbum Negro, Raging Planet, 2009.
- Mortuário, Rastilho Records, 2015

## Membros atuais
- Rui Sidónio - vocal
- Miguel Fonseca - guitarras
- Alpha - sintetizadores e baixo
- Rui Berton - bateria

## Membros antigos
- Armando Teixeira - vocais, samples
- Ernesto Pinto - bateria
- Marco Franco - bateria
- BJ - sintetizadores